# Dansez avec Yves Montand
Albums de Yves Montand
Récital 1958 au Théâtre de L'Étoile Yves Montand chante Jacques Prévert
Dansez Avec Yves Montand est un album d'Yves Montand publié en 1959 par les disques Philips en "Haute fidélité monorale". Il a été arrangé par le pianiste Bob Castella, fidèle compagnon de scène d'Yves Montand. L'indexation détaillée des titres de l'album est suivi ici d'un historique de publication des titres en petit format (EP 45).

## Édition originale de 1959
Certaines publications affichent une datation de l'album de 1960. Or, le troisième et dernier Ep / 4 titres date de septembre 1959. Les éléments de numérotation discographiques Philips plaident aussi pour une datation autour d'octobre 1959 de l'édition originale de l'album.

### Style de l'album
- Music-hall, chanson française, poèmes mis en musique, valse, swing, jazz.

### Informations générales du LP original
Ce disque LP d'une durée de 34:27 pour 12 titres "studio" se décompose comme suit :
- Face "A" - 16:15 (6 titres enregistrés en studio)
- Face "B" - 18:12 (6 titres enregistrés en studio)

### Indexation détaillée des titres
| Année de sortie | Titres indexés Face "A" / Face "B" | Durée de la piste | Auteur(s) ("P" : Paroles) ("M" : Musique)                                  | Arrangeur    | Éléments complémentaires Références discographiques                                     |
| --------------- | --- | ----------------- | -------------------------------------------------------------------------- | ------------ | --------------------------------------------------------------------------------------- |
| 1959            | A1. La fête à Loulou | 2.15              | (P) René Rouzaud (M) Bob Castella                                          | Bob Castella | LP 33 Disques Philips Philips – 77.334 L Accompagné par Hubert Rostaing & son orchestre |
| 1959            | A2. Insensiblement (reprise du titre interprété par Renée Lebas en 1941)                                                                  | 2.55              | (P) Paul Misraki (M) Paul Misraki                                          | Bob Castella | (Philips – 77.334 L) Accompagné par Hubert Rostaing & son orchestre                     |
| 1959            | A3. Où es-tu, mon amour ? | 2.23              | (P) Eddy Marnay (M) Emil Stern 1946                                        | Bob Castella | (Philips – 77.334 L) Accompagné par Hubert Rostaing & son orchestre                     |
| 1959            | A4. Je sais que vous êtes jolie (Yves Montand avec Christiane Legrand) (reprise d'une mélodie créée par Jean Flor Henri Léoni et Vorelli) | 2.35              | (P) Henri Poupon (M) Henri Christiné                                       | Bob Castella | (Philips – 77.334 L) Accompagné par Hubert Rostaing & son orchestre                     |
| 1959            | A5. La chanson des rues (reprise du titre interprété par Jean Sablon en 1937)                                                             | 2.53              | (P) Rudolp Goehr (M) Michel Vaucaire(ekk)(1937)                            | Bob Castella | (Philips – 77.334 L) Accompagné par Hubert Rostaing & son orchestre                     |
| 1959            | A6. Venez donc chez moi (reprise du titre interprété par Jean Sablon et Lucienne Boyer)                                                   | 3.14              | (P) Paul Misraki (M) Paul Misraki 1935                                     | Bob Castella | (Philips – 77.334 L) Accompagné par Hubert Rostaing & son orchestre                     |
| 1959            | B1. Je cherche après titine (reprise du titre interprété par Gaby Montbreuse en 1917)                                                     | 3.23              | (P) Marcel Bertal, Louis Maubon et Henri Lemonnier (M) Léo Daniderff(1917) | Bob Castella | (Philips – 77.334 L) Accompagné par Hubert Rostaing & son orchestre                     |
| 1959            | B2. Près de toi, mon amour | 2.55              | (P) Charles Trenet (M) Charles Trenet                                      | Bob Castella | (Philips – 77.334 L) Accompagné par Hubert Rostaing & son orchestre                     |
| 1959            | B3. Nuages (reprise du titre interprété par Lucienne Delyle en 1942)                                                                      | 3.10              | (P) Jacques Larue (M) Django Reinhardt (1940)(1937)                        | Bob Castella | (Philips – 77.334 L) Accompagné par Hubert Rostaing & son orchestre                     |
| 1959            | B4. Source bleue | 2.30              | (P) Charles Trenet (M) Charles Trenet                                      | Bob Castella | (Philips – 77.334 L) Accompagné par Hubert Rostaing & son orchestre                     |
| 1959            | B5. Si jolie | 2.56              | (P) Eddy Marnay (M) Philippe-Gérard                                        | Bob Castella | (Philips – 77.334 L) Accompagné par Hubert Rostaing & son orchestre                     |
| 1959            | B6. Ma mie | 3.20              | (P) Herpin (M) Jean Blanvillain dit "Jamblan"                              | Bob Castella | (Philips – 77.334 L) Accompagné par Hubert Rostaing & son orchestre                     |

## Historique de publication des titres en petit format (EP 45)
Cet album réunit 3 EP 45 médium / 4 titres publiés en 1959. Il est enregistré avec le fidèle Bob Castella au piano sur tous les titres.
- La fête à Loulou (titres A1 - A6 - A3 - B1) ∫ Disque EP 45 Philips / Philips 432.410 BE[5]
- Si jolie (titres B5 - A2 - B3 - A4) ∫ Disque EP 45 Philips / Philips 432.411 BE[6]
- Source bleue (titres B4 - B6 - A5 - B2) ∫ Disque EP 45 Philips / Philips 432.412 BE[7]

Il existe également un tirage de promotion en EP 45 / 2 titres.
- Ma mie (titres B6 - A5) ∫ Disque EP 45 Philips "Succès" / Philips B 372.793 F[4]

## Rééditions au format "disque EP / LP" et "compact-disc CD"
Rééditions et versions "export" LP
- 1960 : Dansez Avec Yves Montand ∫ Disque LP 33 Philips / Philips F 5001 (Japon) avec un "liner-notes" entièrement traduit en japonais.
- 196? : A Baila Con Yves Montand (titres en version hispano-portugaise) ∫ Disque LP 33 Philips / Philips P-77334-I (Espagne, Argentine, Portugal…) avec un "liner-notes" entièrement traduit dans la langue.
- 196? : Dansez Avec Yves Montand ∫ Disque LP 33 Columbia / Columbia FL-248 (Canada).
- 197? : Dansez Avec Yves Montand ∫ Disque LP 33 Fontana / Fontana 6444 071[8].

Rééditions en version CD et CD remasterisé.
Il n'existe actuellement aucune édition CD disponible de cet enregistrement au complet. Il est donc à rechercher auprès du circuit des collectionneurs de vinyls rares pour ceux souhaiteraient disposer de cet enregistrement assez difficile à trouver. Cependant, on peut retrouver çà et là, dans la discographie d'Yves Montand une partie des titres de l'album. Ils sont alors souvent dans une version d'enregistrement en public.